# La Palestina, Oaxaca
La Palestina är en ort i Mexiko.   Den ligger i kommunen San Juan Bautista Tuxtepec och delstaten Oaxaca, i den sydöstra delen av landet, 300 km sydost om huvudstaden Mexico City. La Palestina ligger 48 meter över havet och antalet invånare är 221.
Terrängen runt La Palestina är platt åt nordost, men åt sydväst är den kuperad. Runt La Palestina är det ganska glesbefolkat, med 40 invånare per kvadratkilometer. Närmaste större samhälle är Tuxtepec, 10,2 km nordost om La Palestina. Omgivningarna runt La Palestina är en mosaik av jordbruksmark och naturlig växtlighet.